# Winter-Universiade 1972/Skispringen
Bei der Winter-Universiade 1972 wurde ein Wettbewerb im Skispringen ausgetragen.

## Bilanz

### Medaillenspiegel
| Platz  | Land        | Gold | Silber | Bronze | Gesamt |
| ------ | ----------- | ---- | ------ | ------ | ------ |
| 1      | Japan       | 1    | –      | –      | 1      |
| 2      | Sowjetunion | –    | 1      | 1      | 2      |
| Gesamt | Gesamt      | 1    | 1      | 1      | 3      |

### Medaillengewinner
| Disziplin            | Gold          | Silber        | Bronze       |
| -------------------- | ------------- | ------------- | ------------ |
| Männer Normalschanze | Hideki Nakano | Gari Napalkow | Juri Kalinin |